# حمام جشن‌آباد
حمام جشن‌آباد مربوط به اواخر دوره قاجار است و در شهرستان درگز، داخل روستای جشن‌آباد واقع شده و این اثر در تاریخ ۲۵ آبان ۱۳۸۴ با شمارهٔ ثبت ۱۳۸۶۸ به‌عنوان یکی از آثار ملی ایران به ثبت رسیده‌است.